# 小川露里
小川 露里（おがわ ろり、1958年12月 - ）は、日本の元女優。本名及び旧姓は府川 房代。旧芸名は沙川 露里。神奈川県出身。

## 人物
1970年代から1980年代初頭にかけて、テレビドラマを中心に活動。
1973年、NET『どっこい大作』でデビュー。当初は本名で活動し、のちに芸名を二度改めた。レギュラー出演作品には『イナズマン』（NET）、『闘え!ドラゴン』（東京12チャンネル）などがある。1977年には、本宮ひろ志の漫画『俺の空』の実写映画化に際してのオーディションに合格して、岡本ひろみたちとともに出演者の一人に選ばれた。
また、NHK教育テレビ『みどりの地球』の司会も務めた。
特技は、ピアノ、書道。その後、結婚引退し、2児の母となっている。

## 出演

### テレビドラマ
- どっこい大作（1973年、NET） - 青山勝子
- イナズマン（1973年 - 1974年、NET） - 富川カオル
- 太陽にほえろ!（NTV）
  - 第82話「最后の標的」（1974年）
  - 第389話「心の重荷」（1980年）
- われら青春!（1974年、NTV） - 寺崎弘美
- 闘え!ドラゴン（1974年、12ch） - 風吹リカ
- 大江戸捜査網 第226話「怒りの虚無僧狩り」（1976年、12ch）
- 破れ傘刀舟 悪人狩り 第68話「大奥乱れ花」（1976年、NET） - おすが
- アクマイザー3 第24話「なぜだ?! 親馬鹿ノッペラー」（1976年、NET） - 深山三千代
- 俺たちの旅 第32話「愛するってどういうことですか?」（1976年、NTV） - かずみ
- 伝七捕物帳 第107話「裏通りの鼠たち」（1976年、NTV） - おひな
- 刑事くん 第4部 第2話「レモン色の涙」（1976年、TBS）
- 達磨大助事件帳 第1話「唄祭り姉妹しぐれ」（1977年、ANB）
- 花王愛の劇場 / 岸壁の母（1977年、TBS） - 小宮亜紀子
- ロボット110番 第34話「ガンちゃんの贈りもの」（1977年、ANB）
- 新 木枯し紋次郎 第25話「生国は地獄にござんす」（1978年、12ch） - お市
- 俺たちの祭 第22話「春の嵐」（1978年、NTV）
- がんばれ! レッドビッキーズ 第23話「どうする!? 鬼コーチ」（1978年、ANB）
- 特捜最前線 第60話「シェパードだけが知っていた!」（1978年、ANB）
- 瀬戸の花嫁（1978年、CX）
- 破れ新九郎 第5話「哀愁 女の十字路」（1978年、ANB）
- 必殺仕事人 第16話「綺麗な花にはなぜ刺があるのか?」（1979年、ABC / 松竹） - 志乃
- おやこ刑事 第5話「48時間の逃亡者」（1979年、12ch）
- Gメン'75 （TBS）
  - 第231話「危機一髪! 車椅子の女刑事」（1979年） - 中央総合病院ナース
  - 第246話「女子大学入試殺人事件」 （1980年） - 藤平幸代婦警
- 大空港 第31話「地下水道の銃撃戦! 死の逃亡者」（1979年、CX） - アルメイダ
- 噂の刑事トミーとマツ 第25話「トミーまっ青、マツのお見合い」（1980年、TBS）
- ミラクルガール 第1話「プロ野球のエースを救え・殺人鬼の標的」（1980年、12ch）
- 鬼平犯科帳 第10話「盗法秘伝」（1980年、ANB）

### 映画
- 俺の空（1977年、東宝） - あき子（白菊）

### その他のテレビ番組
- みどりの地球（1978年 - 1980年、NHK-ETV）